# Mount Turner
Mount Turner ist ein markanter Berg im ostantarktischen Enderbyland. Er ragt 10 km südwestlich des Cyclops Peak in den Dismal Mountains auf. 
Luftaufnahmen im Rahmen der Australian National Antarctic Research Expeditions aus dem Jahr 1959 dienten seiner Kartierung. Das Antarctic Names Committee of Australia benannte ihn am 27. August 1975 nach Albert John Turner (* 1926), technischer Anlagenleiter auf der Mawson-Station im Jahr 1974.